# حمض نووي ريبوزي صغير
RNA صغيرة أو الحمض النووي الريبي الصغير <200 nt (نوكليوتيد) في الطول، وعادة ما تكون جزيئات RNA غير مشفرة. غالباً ما يكون إسكات الحمض النووي الريبي (RNA silencing) دالة لهذه الجزيئات، مع كون المثال الأكثر شيوعاً ودراستها هو تداخل الحمض النووي الريبي (RNAi) الذي يعبر فيه الحمض النووي الريبوزي الميكروي (miRNA) داخلياً أو الحمض النووي الريبوزي المتداخل الصغير (siRNA) المستحث خارجياً عن تحلل الحمض النووي الريبوزي الرسول المكمل. وقد تم تحديد فئات أخرى من الحمض النووي الريبي الصغير، بما في ذلك الحمض النووي الريبي المتفاعل (piRNA) ونوع فرعه المتكرر المرتبط بتداخل الحمض النووي الريبي (rasiRNA). الحمض النووي الريبي الصغير «غير قادر على تحفيز RNAi بمفرده، ولتحقيق المهمة، يجب أن يشكل قلب مركب البروتين RNA الذي يطلق عليه مركب السكون الناجم عن RNA (RISC) ، وبالتحديد مع بروتين Argonaute». كما يستخدم mRNA في النسخ.